# Vijay Shekhar Sharma
Vijay Shekhar Sharma là một doanh nhân người Ấn Độ và là người sáng lập Paytm. Sharma được sinh ra ở Aligarh, Uttar Pradesh. Ông ta thừa nhận nhà sáng lập Alibaba Mã Vân và Masayoshi Son của Softbank là nguồn cảm hứng.
Sharma bắt đầu học đại học từ năm 15 tuổi. Năm 1997, trong khi còn đại học, ông ta lập ra trang web indiasite.net và bán nó sau 2 năm với giá 1 triệu USD.
Năm 2005, ông ta lập ra One97 Communications để cung cấp nội dung di động như tin tức, tỉ số cricket, nhạc chuông, truyện cười và kết quả thi. One97 là công ty cha của Paytm, vốn được ra mắt vào năm 2010.
Vào tháng 12 năm 2015, Sharma chỉ trích sáng kiến Cơ bản Miễn phí của Facebook tại Ấn Độ, vì nó đi ngược lại nguyên tắc trung lập Internet.

## Giải thưởng
- Honoris Causa Doctorate of Sciences (D.Sc.) Degree, Amity University Gurgaon, 2016 [7]

## Xêm thêm
- Danh sách doanh nhân Ấn Độ